# Endoterm
En endoterm reaktion er en reaktion, hvorved varme/energi optages, og luften omkring virker derved koldere.
- Det modsatte af Exoterm

En exoterm reaktion udvikler varme: reaktanter medfører produkter + varme. Her falder Kc, og der sker en forskydning mod højre (produkterne). Hvis omgivelserne bliver varmere, sker der en exoterm reaktion.
En endoterm reaktion forbruger varme: 
reaktanter + varme medfører produkter.  Kc (ligevægtskonstanten) stiger ved opvarmning og der sker en forskydning mod venstre (reaktanterne).
Se også Entalpi som bruges til at bestemme om en reaktion er endoterm eller exoterm 
 Der er for få eller ingen kildehenvisninger i denne artikel, hvilket er et problem. Du kan hjælpe ved at angive troværdige kilder til de påstande, som fremføres i artiklen.

| Naturvidenskab | Spire Denne naturvidenskabsartikel er en spire som bør udbygges. Du er velkommen til at hjælpe Wikipedia ved at udvide den. |